# Hoftheater (Fernsehserie)
Hoftheater ist eine 13-teilige Unterhaltungsserie des ZDF, die ab 6. März 1975 wöchentlich donnerstags zum ersten Mal gesendet wurde. Jede Folge hatte eine Länge von etwa 25 Minuten. 

## Inhalt
Das Beerenburger Hoftheater wird um das Jahr 1890 herum von Intendant von Krombholz geleitet. Er hat auf verschiedene Belange Rücksicht zu nehmen. Zum einen ist da der das Theater finanzierende Landesfürst Herzog Ernst Albrecht II., der allerdings ein Freund der Bühnenkunst ist, hat er doch eine geheime Beziehung mit der Schauspielerin Charlotte Peroni. Andererseits hat Krombholz mit dem einflussreichen Sittlichkeitsverein zu kämpfen, dem der Apotheker Habermann vorsteht. Schließlich muss er auch das gelegentlich intrigierende Ensemble bei Laune halten.
Von Krombholz beschäftigt aber auch unter anderem ein Betrüger, der sich in der Folge Ein Dichter aus Paris als Autor eines Stückes ausgibt, das das Hoftheater probt, und der es sich auf Kosten des Hauses gutgehen lässt. Der Knattermime ist der Direktor einer Wanderbühne, der von Krombholz eine Aufführung rettet. Das Duell zwischen einem Ensemblemitglied und einem Offizier weiß ein Theeaterkollege zu verhindern, der zur rechten Zeit in eine wichtige Rolle schlüpft. Zum Vergnügen von Krombholz' gerät aber auch der Sittlichkeitsverein in Bedrängnis, als dieser eine verdiente Bürgerin der Stadt öffentlich ehren möchte, es sich aber herausstellt, dass diese mit einem bekannten Dichter in wilder Ehe gelebt und mit ihm drei uneheliche Kinder hatte (Folge: Ein Sittenskandal). 

## Sonstiges
Die Dreharbeiten fanden im Studio Hamburg und im ehemaligen Hoftheater in Schwetzingen statt. Die einzige Szene außerhalb des Studios ist in der Folge Das Duell zu sehen. Für die Kostüme war Irms Pauli zuständig, das Bühnenbild stammte von Hans Ulrich Thormann. 
Das Stammensemble war in fast allen Folgen zu sehen. In einigen Episoden gab es Gastdarsteller.
Die Serie wurde verschiedentlich wiederholt, zuletzt 1992/93 auf 3sat. Die komplette Serie erschien 2022 auf zwei DVDs bei Pidax.

## Kritiken
Die Serie wurde außerordentlich positiv aufgenommen. Das Hamburger Abendblatt beschrieb sie als „charmant“ und „vielversprechend“, von einem „vergnügten und gekonnten Komödienspiel“ war die Rede. Die letzte Folge lief am 5. Juni 1975. Am darauffolgenden Tag war wörtlich zu lesen: „Die Serie verdient ein abschließendes Lob. In ihr gab es kaum je einen schwachen Punkt, weil alles präzise stimmte: Zeitmode, Umgangsformen, der provinzielle Mief betuchter herzoglicher Untertanen und die kleinen und größeren Intrigen des Bühnenvölkchens und der Hofkamarilla.“

## Episodenliste
| Folge | Erstausstrahlung | Titel                            | Autor              | Gastdarsteller                                     |
| 1     | 6. März 1975     | Das schöne Fräulein Karolin      | Curt Hanno Gutbrod |                                                    |
| 2     | 13. März 1975    | Ein Dichter aus Paris            | Curt Hanno Gutbrod | Heinz Baumann, Rolf Nagel                          |
| 3     | 20. März 1975    | Weibergeschichten                | Curt Hanno Gutbrod | Eric Pohlmann, Dirk Dautzenberg, Marion Martienzen |
| 4     | 27. März 1975    | Der Dolch der Kleopatra          | Gerd Angermann     | Peter Maertens                                     |
| 5     | 3. April 1975    | Gastspiel auf Engagement         | Gerd Angermann     | Dinah Hinz, Anne Marks-Rocke, Gert Schaefer        |
| 6     | 10. April 1975   | Der Knattermime                  | Curt Hanno Gutbrod | Rudolf Schündler, Ilsemarie Schnering              |
| 7     | 17. April 1975   | Eine geschickte Intrige          | Gerd Angermann     |                                                    |
| 8     | 24. April 1975   | Der Spion, der von der Bühne kam | Gerd Angermann     |                                                    |
| 9     | 8. Mai 1975      | Warum weinen Sie, Mörder Müller? | Gerd Angermann     | Peter Maertens, Rolf Nagel, Rolf Schimpf           |
| 10    | 15. Mai 1975     | Die Ordensverleihung             | Curt Hanno Gutbrod | Hans Kahlert                                       |
| 11    | 22. Mai 1975     | Ein Sittenskandal                | Gerd Angermann     | Hans Kahlert                                       |
| 12    | 29. Mai 1975     | Das Duell                        | Gerd Angermann     |                                                    |
| 13    | 5. Juni 1975     | Die Entscheidung                 | Curt Hanno Gutbrod | Hubert Suschka, Hans Putz                          |